# エドワード・モンタギュー (第2代マンチェスター伯爵)

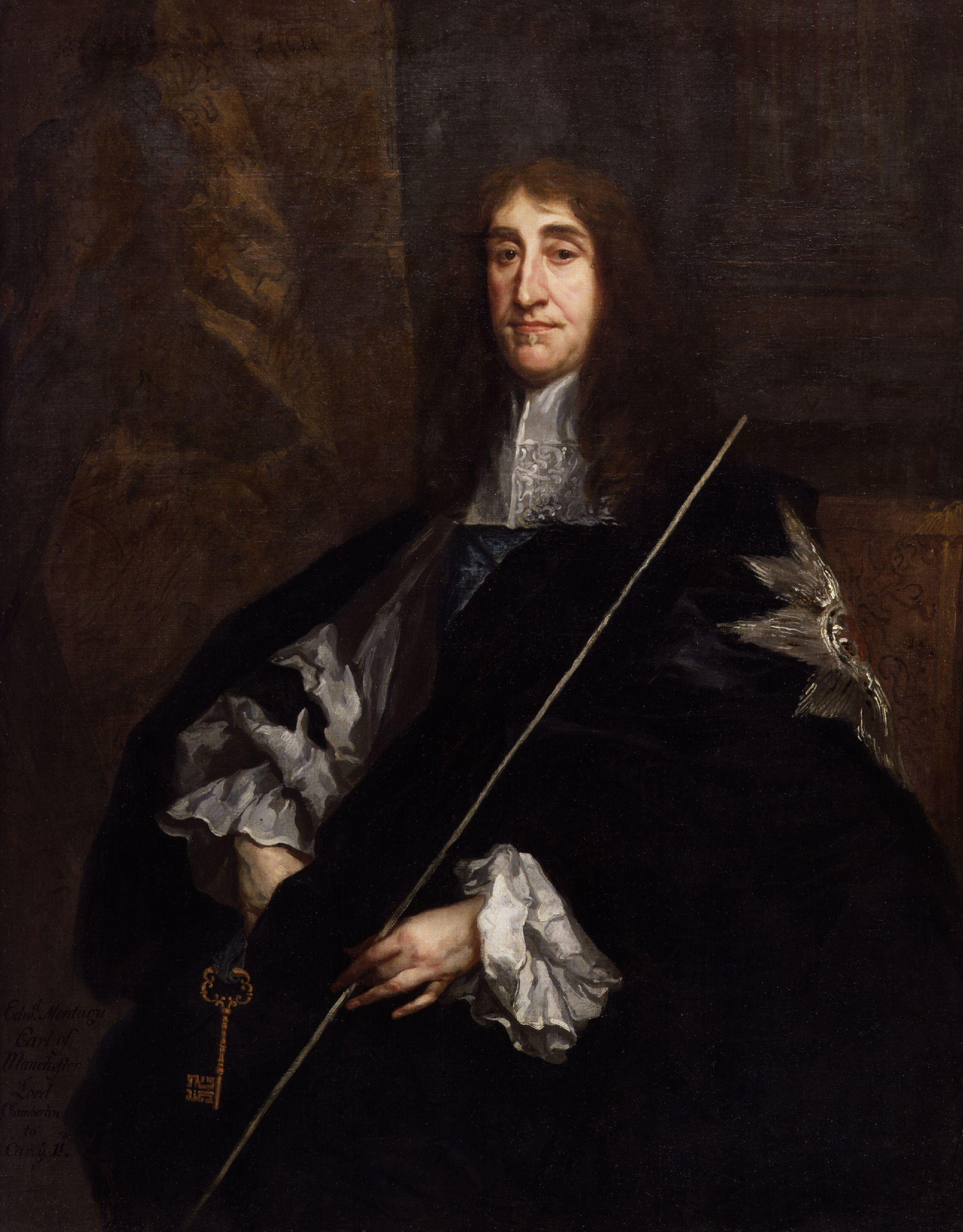
第2代マンチェスター伯爵エドワード・モンタギュー（ピーター・レリー画、1661年 - 1665年）

第2代マンチェスター伯爵エドワード・モンタギュー（英: Edward Montagu, 2nd Earl of Manchester,KG PC FRS、1602年 - 1671年5月5日）は、イングランドの貴族・軍人。清教徒革命（イングランド内戦）では議会派の司令官として王党派と戦ったが、後に部下のオリバー・クロムウェルから消極的な姿勢の責任を問われ軍から追放された。

## 生涯
1602年、マンチェスター伯ヘンリー・モンタギューとサー・ヘンリー・スペンサーの孫娘キャサリン・スペンサーの息子としてオックスフォードシャーで生まれた。海軍軍人のサンドウィッチ伯爵エドワード・モンタギューは従弟で、詩人で政治家のハリファックス伯爵チャールズ・モンタギューは甥に当たる。
1623年にチャールズ王太子（後のチャールズ1世）とバッキンガム公ジョージ・ヴィリアーズのスペイン訪問に同行、帰国後はハンティンドンシャーから下院議員に選出され政治に参加した。1626年にチャールズ1世からバス勲章を授けられた。同年にモンタギュー男爵・マンデヴィル子爵に叙爵されて貴族院へ移った。同年、第2代ウォリック伯爵ロバート・リッチの娘アンと結婚する。
1642年に第一次イングランド内戦が始まると長期議会からエセックス伯ロバート・デヴァルーと並んで軍事指揮官に選ばれ、父の死によりマンチェスター伯位を継承、東部連合司令官として王党派の迎撃に向かい、1643年にリンカンシャーを攻めた王党軍をファーディナンド・フェアファクス卿・トーマス・フェアファクス父子とクロムウェルらと合流してウィンスビーの戦いで撃破、東部連合副司令官となったクロムウェルと共に王党派への交戦を続けた。1644年には北上してアレクサンダー・レズリーおよび甥のデイヴィッド・レズリーが率いるスコットランド国民盟約（盟約派）軍やフェアファクス軍と合流、王党派のニューカッスル侯ウィリアム・キャヴェンディッシュが籠城したヨークを包囲したが、カンバーランド公ルパートの援軍で包囲を解いて引き上げ、撤退中に追撃したルパートとニューカッスル侯の軍と応戦、マーストン・ムーアの戦いで勝利してハンティンドンシャーへ向かった。
しかし、この頃から戦意を失い軍事行動を停滞させるようになり、西部に駐屯していたルパート軍の攻撃命令を拒否したり、エセックス伯が王党軍に襲われ議会から救援命令を受けた時も即座に動かなかった。エセックス伯が敗走した段階になって進軍したが、第二次ニューベリーの戦いではウィリアム・ウォラー率いる友軍を救援しなかったり、クロムウェルの追撃要請を退けたりしたため王党軍が立ち直ってしまった。このような日和見的な態度が問題となり、議会とウォラー・クロムウェルから非難され軍法会議にかけられ、1645年の辞退条例で軍から排除された。麾下の軍勢もニューモデル軍として再編成された。
以後は上院で政治活動に取り組み、チャールズ1世の処刑には反対の態度を取り、1649年にチャールズ1世が処刑されイングランド共和国が成立すると政界から引退したが、1660年に王政復古でチャールズ2世が即位すると宮内長官に任じられた。翌1661年にガーター勲章を受勲、1665年に王立協会フェローに選ばれた。1671年に69歳で死去、息子のロバート・モンタギューが爵位を継いだ。
1644年に消極的な態度に出た理由は、元が貴族であったためチャールズ1世との決定的な対立は避けて、和平で戦争を切り上げようとした思惑があったからとされている。1644年10月に行われたクロムウェルとの討論では、「もし我々が国王を99回破っても依然として国王であり、子孫も国王であるが、国王が我々を1回でも打ち破れば我々は全員絞首刑となり子孫も抹殺されるだろう」と弁明して和平を主張したが、クロムウェルからは「ならば何故初めに武器を取ったのか」と中途半端な態度を非難されている。